# Eoreuma loftini
Eoreuma loftini là một loài bướm đêm trong họ Crambidae.